# Đảng Cướp biển
Đảng Cướp biển là một tên gọi được sử dụng bởi các đảng phái chính trị ở nhiều quốc gia. Các đảng cướp biển nói chung ủng hộ quyền dân sự và chính trị, dân chủ trực tiếp (bao gồm dân chủ điện tử) hoặc dân chủ tham dự, cải cách quyền tác giả và bằng sáng chế, tự do chia sẻ kiến thức (nội dung mở), bảo vệ dữ liệu cá nhân, minh bạch (hành vi), quyền được thông tin, tự do ngôn luận, tham nhũng chính trị và tính trung lập Internet.